# Communauté de communes Val’Aïgo
Die Communauté de communes Val’Aïgo ist ein französischer Gemeindeverband mit der Rechtsform einer Communauté de communes im Département Haute-Garonne in der Region Okzitanien. Sie wurde am 17. Dezember 1999 gegründet und umfasst neun Gemeinden (Stand: 7. Juni 2018). Der Verwaltungssitz befindet sich in der Gemeinde Villemur-sur-Tarn.

## Historische Entwicklung
Mit Wirkung vom 1. Januar 2017 sollte die Gemeinde Buzet-sur-Tarn von der Communauté de communes Tarn-Agout im Département Tarn wechseln. Der diesbezügliche Erlass des Präfekten wurde aber vom Verwaltungsgericht aufgehoben. Der Wechsel fand dann endgültig am 7. Juni 2018 statt.

## Mitgliedsgemeinden
| Gemeinde                        | Einwohner 1. Januar 2022 | Fläche km² | Dichte Einw./km² | Code INSEE | Postleitzahl |
| ------------------------------- | ------------------------ | ---------- | ---------------- | ---------- | ------------ |
| Bessières                       | 4.238                    | 16,68      | 254              | 31066      | 31660        |
| Bondigoux                       | 749                      | 7,46       | 100              | 31073      | 31340        |
| Buzet-sur-Tarn                  | 2.847                    | 30,19      | 94               | 31094      | 31660        |
| La Magdelaine-sur-Tarn          | 1.226                    | 6,82       | 180              | 31311      | 31340        |
| Layrac-sur-Tarn                 | 312                      | 7,25       | 43               | 31288      | 31340        |
| Le Born                         | 658                      | 10,85      | 61               | 31077      | 31340        |
| Mirepoix-sur-Tarn               | 1.132                    | 5,46       | 207              | 31346      | 31340        |
| Villematier                     | 1.116                    | 14,96      | 75               | 31583      | 31340        |
| Villemur-sur-Tarn               | 6.235                    | 46,57      | 134              | 31584      | 31340        |
| Communauté de communes Val’Aïgo | 18.513                   | 146,24     | 127              | –          | –            |